# Kadykchan
Kadykchan (en ruso: Кадыкча́н) es una localidad urbana despoblada (un asentamiento de trabajo) en el distrito de Susumansky del óblast de Magadán, Rusia, situada en la cuenca del río Ayan-Yuryakh, a 65 kilómetros (40,4 mi) al noroeste de Susuman, el centro administrativo del distrito. En el censo de 2010, no tenía una población registrada.

## Etimología
El nombre del asentamiento proviene de la palabra indígena del idioma even que significa "pequeño desfiladero" o "ravine".

## Historia
Kadykchan fue construido por prisioneros de gulag durante la Segunda Guerra Mundial con fines de extracción de carbón. Más tarde acomodó a los mineros en dos minas de carbón locales que suministraban la central eléctrica Arkagalinskaya. La profundidad de las minas era de unos 400 metros (1312,3 pies).
Después de la disolución de la Unión Soviética, la minería del carbón en la zona se volvió cada vez más poco rentable. Una mina cerró en 1992, y una explosión en la otra en 1996 que mató a seis personas llevó a la decisión de cerrarla también y al gobierno para subsidiar a los residentes para mudarse a otro lugar. Los edificios principales fueron volados. A partir de 2010, el asentamiento estaba oficialmente completamente despoblado, aunque los viajeros informaron que uno o dos residentes resistentes permanecieron en 2012.

## Población histórica
| 1970  | 1979  | 1986   | 1989  | 2002 | 2007 | 2010 |
| 3,378 | 4,764 | 10,270 | 5,794 | 875  | 227  | 0    |